# Lasaia moeros
Lasaia moeros is een vlindersoort uit de familie van de prachtvlinders (Riodinidae), onderfamilie Riodininae.
Lasaia moeros werd in 1888 beschreven door Staudingerl.